# 天神 (三郷市)
天神（てんじん）は、埼玉県三郷市の町名。現行行政地名は天神一丁目。郵便番号は341-0051。

## 地理
三郷市の西部に位置する。八潮市との境界となっている中川が西側を流れ、東側の境界は二郷半領用水が流れる。

## 沿革
- 1976年（昭和51年）1月6日 - 上彦川戸、下彦川戸、彦野の各一部から地番変更を実施して天神一・二丁目が成立[4]。
- 2015年（平成27年）5月16日 - 天神二丁目の部分がピアラシティとなり消滅し、天神一丁目のみとなる[5]。

## 世帯数と人口
2017年（平成29年）10月1日現在の世帯数と人口は以下の通りである。
| 丁目       | 世帯数  | 人口  |
| ---------- | ------- | ----- |
| 天神一丁目 | 292世帯 | 760人 |

## 小・中学校の学区
市立小・中学校に通う場合、学区は以下の通りとなる。
| 番地 | 小学校             | 中学校           |
| ---- | ------------------ | ---------------- |
| 全域 | 三郷市立彦成小学校 | 三郷市立北中学校 |

## 交通

### 鉄道
- 地内に鉄道は敷設されていない。最寄り駅は武蔵野線新三郷駅となる[要出典]。

### 道路
- 東京外環自動車道
  - 外環三郷西インターチェンジ

## 施設
- 風の里公園
- 玉蔵院